# Еколошке организације
Еколошка организација је организација која се залаже за заштиту животне средине од њене неадекватне употребе и угрожавања и која лобира за тај циљ.

## Правна регулатива
Закон Републике Србије познаје само термин „удружење грађана“, а оснивачу се дозвољава коришћење скоро свих речи при давању имена удружењу грађана, све док по питању своје делатности не доводи грађане у заблуду.
У јавности се уместо термина „удружење грађана“, користе и термини „организације“, „друштва“, „покрети“, док се термин „невладине организације“ често користи за удружења грађана која се баве политичким деловањем, људским правима и сл., мада се понекад користи и овај термин, нарочито ако се односи на међународно еколошко удружење, чији оснивач нису грађани, већ стране државе или други видови организовања. Тада се користе скраћенице НВО - Невладина организација, или енглеска скраћеница NGO - Non Governmental Organisation.
Више о правном статусу цивилног сектора у Републици Србији и међународном окружењу може се прочитати на сајту Грађанских иницијатива.

## Регистар еколошких удружења грађана у Србији
Регистрација удружења грађана се у Републици Србији обавља у Министарству за државну управу и локалну самоуправу. Тамо се такође може тражити увид у државни регистар удружења.
Осим тога, постоји могућност претраге невладиних база према имену, граду оснивања, области деловања удружења грађана у адресару Центра за развој непрофитног сектора ЦРНПС-а, али то није званични регистар који води Министарство.
Постоји и међународна база за претрагу еколошких организација у Републици Србији, која је на енглеском језику, претражује се према области деловања, а користи методологију страних земаља које надзиру рад еколошких покрета у свету.